# Josh Okogie

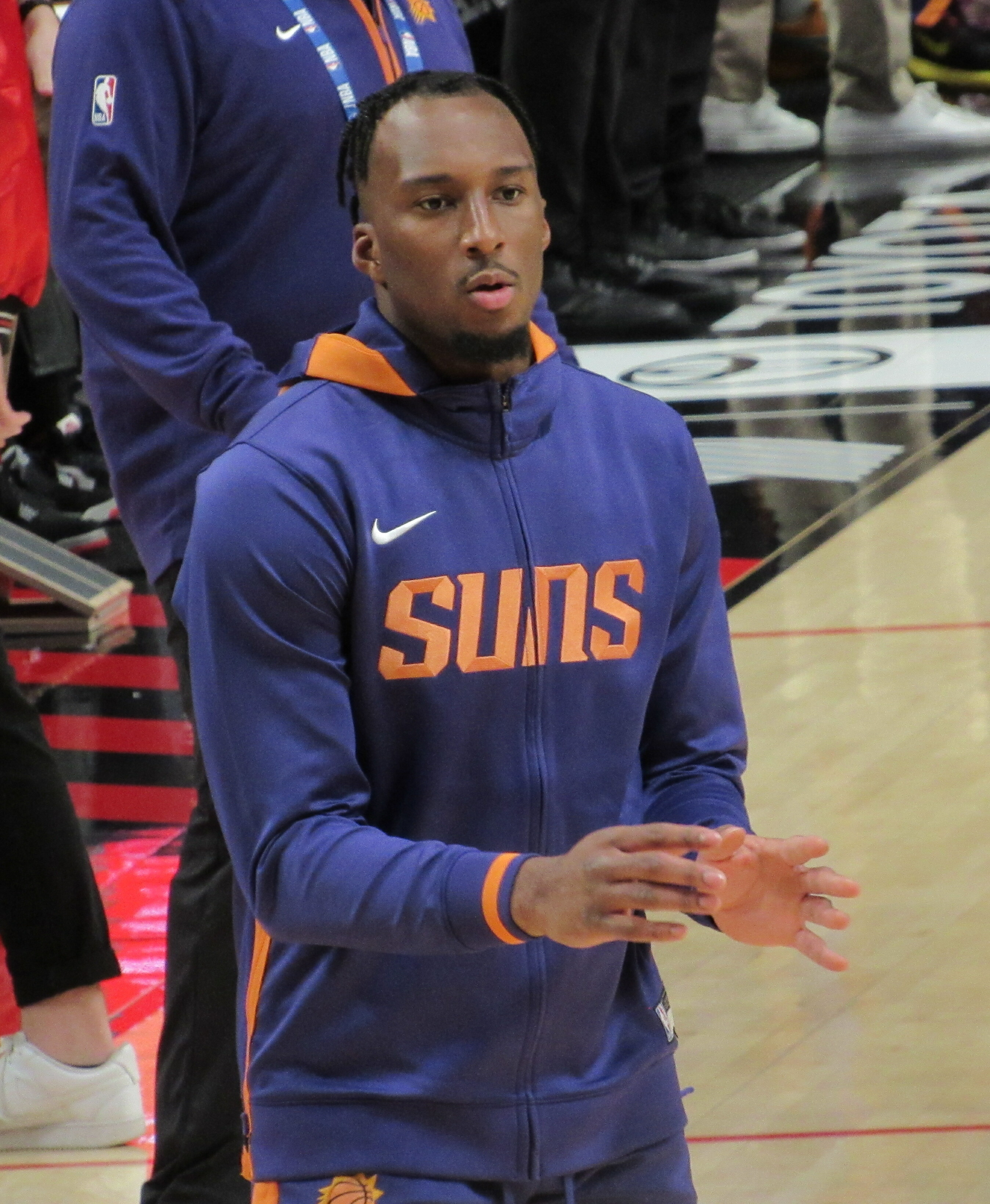
Josh Okogie, 2022.

Joshua Aloiye "Josh" Okogie, född 1 september 1998 i Lagos i Nigeria, är en nigeriansk-amerikansk professionell basketspelare (SG) som spelar för Houston Rockets i National Basketball Association (NBA). Han har tidigare spelat för Minnesota Timberwolves, Phoenix Suns och Charlotte Hornets.
Okogie draftades av Minnesota Timberwolves i första rundan i 2018 års draft som 20:e spelare totalt.
Innan han blev proffs studerade Okogie vid Georgia Institute of Technology och spelade för deras idrottsförening Georgia Tech Yellow Jackets.